# 中野区立南中野中学校
中野区立南中野中学校（なかのくりつ みなみなかのちゅうがっこう）は、東京都中野区にある公立中学校。2009年4月に中野区立第一中学校と中野区立中野富士見中学校の統合により旧第一中学校の校舎に開校した。

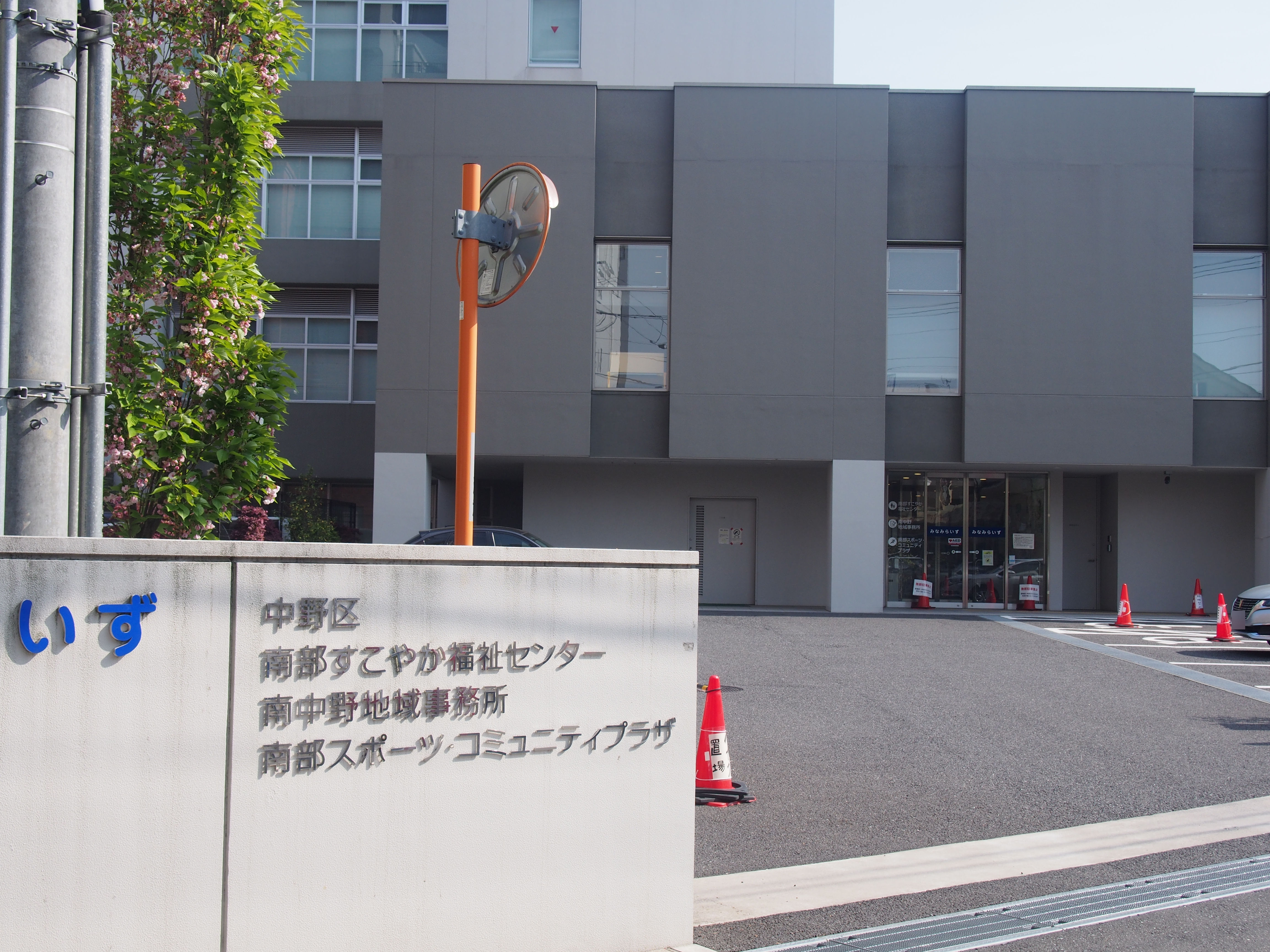
中野富士見中跡地は「みなみらいず」という施設になっている。

## 概要
主に南台小学校・みなみの小学校の卒業生が進学する。
2006年度（平成18年度）より中野区全体で始まった2学期制をとっている。
体育館の1階は、地域生涯学習館「みなとっぷ21」として利用されていたが、中野区の事業見直しにより地域生涯学習館は2012年3月31日で廃止された。
校歌の作詞を「リンボウ先生」こと林望（作家、日本文学者）、作曲を佐藤眞（合唱曲「大地讃頌」が有名）が手がけている。

## 沿革
- 2009年4月 - 第一中学校・中野富士見中学校の統合により開校。

## 生徒会

### 委員会
中央委員会、専門委員会、特別委員会

## 交通
- 東京メトロ丸ノ内線 方南町駅（東口）から徒歩5分
- 京王バス 中83系統「みなとっぷ21」バス停から徒歩30秒
- 京王バス 宿33系統「広町住宅」バス停から徒歩4分
- 京王バス 宿41系統・宿45系統、渋63系統・中81系統・中82系統「南台三丁目」バス停から徒歩8分

## 著名な卒業生
- 若翔洋 - 格闘家、元大相撲力士（最高位：関脇）　※中野富士見中学校卒業
- 三浦理恵子 - タレント、女優　※第一中学校卒業